# Stumblin' In
"Stumblin 'In" là một bài hát được viết bởi Mike Chapman và Nicky Chinn, được Chris Norman và Suzi Quatro thể hiện. Ban đầu được phát hành dưới dạng đĩa đơn độc lập, sau đó nó đã được thêm vào một số phiên bản của album Quatro If You Knew Suzi... 
Đĩa đơn này đạt vị trí thứ tư trên Billboard Hot 100 năm 1979. Bài hát này là bản hit top 40 tại Mỹ duy nhất của Quatro và bài hát lên bảng xếp hạng Mỹ duy nhất của Chris Norman bên ngoài ban nhạc Smokie. Trong Bảng xếp hạng đĩa đơn của Anh, nơi bài hát này cũng là bảng xếp hạng duy nhất của Norman với tư cách là một nghệ sĩ solo, đĩa đã lọt vào danh sách vào ngày 11 tháng 11 năm 1978 và đạt vị trí thứ 41 với tám tuần trong bảng xếp hạng. Đó là một hit đứng số một ở Canada. Đây là đĩa đơn đầu tiên của Norman với tư cách là một nghệ sĩ solo.
Ca sĩ người Namibia Nianell và ca sĩ người Nam Phi Dozi đã thu âm một phiên bản vào năm 2009 trong album song ca cover It Takes Two của họ.
Năm 1979, Al Bano và Romina Power đã tạo ra một phiên bản hát lại bằng tiếng Pháp với tiêu đề "Et je suis à toì". Ca sĩ người Đức Bernd Clüver và Marion Maerz đã thu âm một phiên bản tiếng Đức trong cùng năm với tựa đề "Schau mal herein (die Tasse Kaffee)". Ngoài ra còn có một phiên bản tiếng Hungary dưới tiêu đề "A szerelem él" được Csuka Mónika và Korda György thực hiện với "Express Együttes" năm 1982.